# Europeiska unionen
Europeiska unionen (EU) är en fördragsbunden union mellan 27 europeiska länder och en internationell organisation med en unikt hög grad av överstatlighet. Unionen upprättades den 1 november 1993 som en vidareutveckling av Europeiska gemenskaperna. Den är det huvudsakliga uttrycket för fullföljandet av den europeiska integrationsprocess som påbörjades den 9 maj 1950 genom Schumandeklarationen och som syftade till att bringa ett slut på krigen i Europa.
Unionen omfattar 27 medlemsstater: Belgien, Bulgarien, Cypern, Danmark, Estland, Finland, Frankrike, Grekland, Irland, Italien, Kroatien, Lettland, Litauen, Luxemburg, Malta, Nederländerna, Polen, Portugal, Rumänien, Slovakien, Slovenien, Spanien, Sverige, Tjeckien, Tyskland, Ungern och Österrike. I syfte att nå sina gemensamma mål har dessa länder tilldelat unionen vissa befogenheter, som utövas av dess sju institutioner: Europaparlamentet, Europeiska rådet, Europeiska unionens råd (även känt som ”ministerrådet”), Europeiska kommissionen, EU-domstolen, Europeiska centralbanken och Europeiska revisionsrätten.
Unionens övergripande mål är enligt fördraget om Europeiska unionen att främja freden, unionens grundläggande värden (såsom frihet, demokrati och jämlikhet) och folkens välfärd. Unionen har som ambition att upprätta ett område med frihet, säkerhet och rättvisa utan inre gränser, en inre marknad med fri rörlighet för varor, tjänster, personer och kapital och en ekonomisk och monetär union med en gemensam valuta, samt att verka för sina värden runt om i världen, bland annat genom en gemensam utrikes- och säkerhetspolitik. Unionen har även inrättat ett unionsmedborgarskap, som är kopplat till vissa grundläggande rättigheter, såsom rätten att röra sig fritt inom unionen.
EU-samarbetet har varit föremål för omfattande diskussioner och utgör en kontroversiell fråga i stora delar av unionen. Kritiker hävdar bland annat att unionen är odemokratisk, byråkratisk och för centraliserad och komplex, medan förespråkarna hävdar att unionen utgör ett viktigt samarbete för att utveckla det ekonomiska och sociala välståndet i Europa samt för att bevara freden sedan andra världskriget.
Europeiska unionen tilldelades 2012 Nobels fredspris med motiveringen ”för att i över 60 år ha bidragit till fred, försoning, demokrati och mänskliga rättigheter i Europa”.

## Historia
Europeiska unionen bildades den 1 november 1993, men dess historia sträcker sig ända tillbaka till upprättandet av Europeiska kol- och stålgemenskapen (EKSG) den 23 juli 1952 då dess första institutioner skapades. Efter ett misslyckat försök med att bilda en försvarsgemenskap, fokuserades samarbetet istället på ekonomiska och energipolitiska frågor. En ekonomisk gemenskap upprättades den 1 januari 1958 och drygt tio år senare fulländades inrättandet av en tullunion. Det var dock först den 1 januari 1993 som en fullständig inre marknad med fri rörlighet för varor, tjänster, personer och kapital förverkligades, med en gemensam valuta och monetär politik från och med den 1 januari 1999.
Utvecklandet av det europeiska samarbetet har skett successivt genom antagandet av nya fördrag. Denna process har till stor del varit beroende av de nära relationerna mellan Frankrike och Tyskland, och ofta skett i samband med olika kriser som drivit på medlemsstaterna i att fördjupa sin integration för att möta ett uppkommet behov av ökat samarbete.

### Upprättandet av Europeiska gemenskaperna

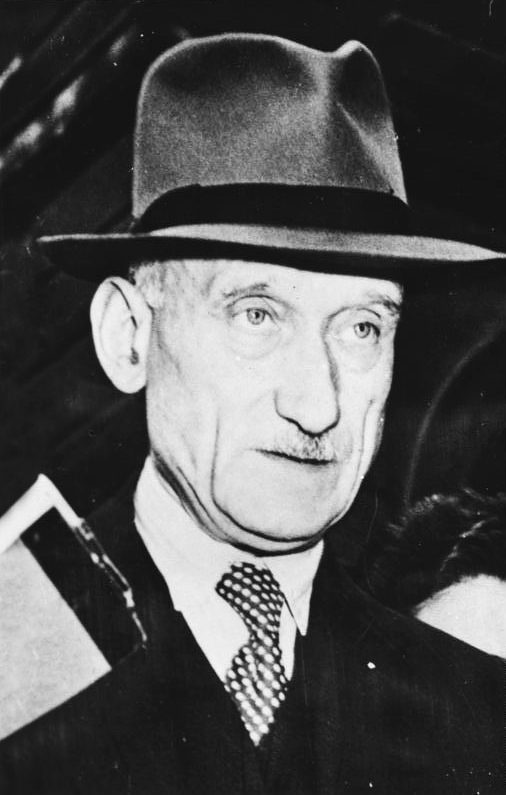
Robert Schuman

Europeiska unionens historia sträcker sig tillbaka till upprättandet av Europeiska gemenskaperna i ruinerna av andra världskriget. Den 9 maj 1950, numera känt som Europadagen, lade Frankrikes dåvarande utrikesminister Robert Schuman fram ett förslag, Schumandeklarationen, med motiveringen att ”världsfreden inte kan upprätthållas utan konstruktiva insatser mot hotande faror” och att ett enat Europa var en nödvändighet för att undvika nya krig. Förslaget innebar att världens första överstatliga organisation – Europeiska kol- och stålgemenskapen – skulle inrättas och att den franska och tyska kol- och stålproduktionen, som var en förutsättning för att producera krigsmateriel, skulle underställas denna organisation. Organisationen skulle ledas av en hög myndighet, som skulle vara oberoende av medlemsstaterna och vars beslut skulle vara direkt bindande för dem. Förutom att bevara freden i Europa, syftade organisationen till att skapa ekonomiskt och socialt välstånd, som enligt förslaget skulle användas för att utveckla Afrika. Samarbetet skulle vara fördragsbundet och stå öppet för andra europeiska länder att ansluta.
Den 18 april 1951 undertecknades Parisfördraget, som i stora drag innehöll förslagen från Schumandeklarationen. Förutom Frankrike och Västtyskland anslöt sig även Italien och Benelux-länderna (Belgien, Nederländerna och Luxemburg) till samarbetet. Vid undertecknandet antog medlemsstaternas företrädare en symbolisk förklaring – Europadeklarationen – där de proklamerade starten för ett Europa präglat av samarbete och samtidigt uppmanade andra europeiska länder att ansluta sig. Fördraget trädde i kraft den 23 juli 1952 för en period av 50 år. Den franske tjänstemannen Jean Monnet, som hade utarbetat Schumandeklarationen, utsågs till Höga myndighetens första ordförande. Förutom en hög myndighet, inrättades också en rådgivande parlamentarisk församling, ett ministerråd och en gemensam domstol.
Efter undertecknandet av Parisfördraget påbörjades arbetet med att inrätta ett försvarspolitiskt samarbete. Den 27 maj 1952 undertecknades fördraget om upprättandet av Europeiska försvarsgemenskapen, som var tänkt att leda till inrättandet av ett gemensamt försvar. Den 30 augusti 1954 avslogs fördraget dock av Frankrikes nationalförsamling. Fördraget kunde därför inte träda i kraft, och utvecklingen av det europeiska försvarssamarbetet skedde istället inom ramen för Nato och Västeuropeiska unionen.

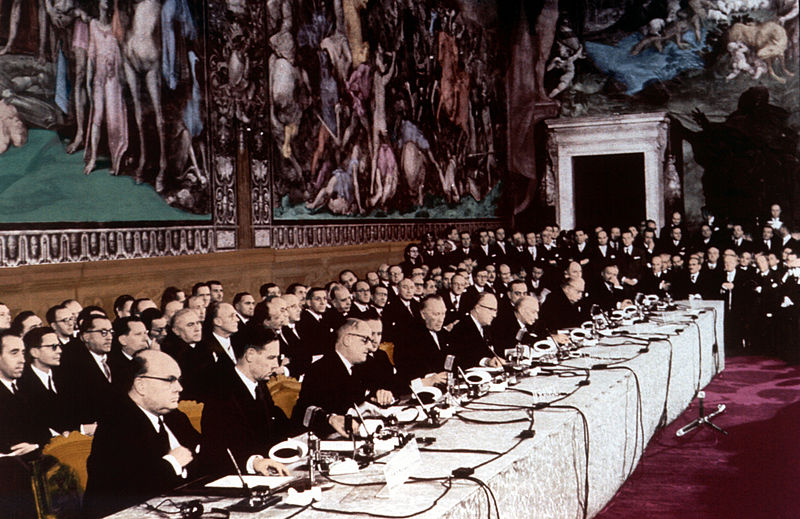
Undertecknandet av Romfördragen i Kapitolinska museerna den 25 mars 1957.

I spåren av det misslyckade försöket med att upprätta en försvarsgemenskap tog Benelux-länderna, under ledarskap av Nederländernas utrikesminister Johan Beyen, initiativ till att istället inleda ett ekonomiskt och energipolitiskt samarbete, framför allt genom att inrätta en gemensam marknad och en tullunion med Benelux-samarbetet som föregångsmodell. Vid Messinakonferensen den 1–3 juni 1955 tillsattes en kommitté, ledd av Belgiens dåvarande utrikesminister Paul-Henri Spaak, med uppgift att utarbeta ett mer konkret förslag. Även en representant från Storbritannien bjöds in, men den brittiska regeringen drog sig ur förhandlingarna i oktober 1955 på grund av sitt motstånd till att ingå i en tullunion.
I sin rapport föreslog Spaak-kommittén bildandet av två nya organisationer: Europeiska ekonomiska gemenskapen (EEG) för ekonomiskt samarbete och Europeiska atomenergigemenskapen (Euratom) för samarbete kring kärnkraft. Detta förslag förverkligades genom Romfördragen, som undertecknades den 25 mars 1957 och trädde i kraft den 1 januari 1958 på obestämd tid. Till skillnad från EKSG, präglades EEG och Euratom inte av lika långtgående överstatlighet, vilket främst var ett krav från Frankrike. Beslut kunde dock fortfarande i många fall fattas med kvalificerad majoritet för att förhindra blockeringar från enskilda medlemsstater. Den parlamentariska församlingen (sedermera Europaparlamentet) och domstolen blev gemensamma för de tre gemenskaperna. Däremot inrättades var sitt separata ministerråd och var sin separata kommission (istället för en hög myndighet) för EEG och Euratom. Först genom fusionsfördraget, som trädde i kraft den 1 juli 1967, slogs de parallella institutionerna för Europeiska gemenskaperna ihop, varvid det bildades ett enda ministerråd och en enda kommission för samtliga tre gemenskaperna.

### Förverkligandet av den inre marknaden
|  | Grundarstaterna |

|  | Länder som anslöt sig under 1970- och 1980-talen |

Under 1960-talet genomfördes många av bestämmelserna i fördragen från 1950-talet. En gemensam jordbrukspolitik inrättades den 30 juli 1962 med syfte att höja produktiviteten och pålitligheten i det europeiska jordbruket. En milstolpe i arbetet med att skapa en gemensam marknad med fri rörlighet för varor, tjänster, personer och kapital uppnåddes när tullunionen blev verklighet den 1 juli 1968, ett och ett halvt år tidigare än förutsett enligt Romfördragen. Därmed avskaffades alla tullavgifter mellan medlemsstaterna samtidigt som gemensamma tullavgifter infördes mot tredjeländer, något som gav upphov till en kraftigt ökad handel mellan medlemsstaterna. Den 8 november 1968 genomfördes även den fria rörligheten för arbetstagare, vilket innebar att medborgare i medlemsstaterna fick rätt att ta anställning i andra medlemsstater på samma villkor som de egna medborgarna där.
I början av 1960-talet inledde medlemsstaternas stats- eller regeringschefer regelbundna sammanträden inom ramen för vad som senare skulle komma att bli känt som Europeiska rådet. Detta var framför allt ett sätt för Frankrikes nya president Charles de Gaulle att stärka de nationella regeringarnas inflytande gentemot de överstatliga institutionerna, som han ansåg hade för mycket makt. 1965 drabbades Europeiska gemenskaperna av sin första allvarliga kris när Frankrike protesterade mot kommissionens förslag till reformerad jordbrukspolitik. Den franska regeringen motsatte sig vad den uppfattade som ett försök av kommissionen att utöka sin egen och den parlamentariska församlingens makt på ministerrådens bekostnad. I ren protest återkallade Frankrike sina rådsrepresentanter vid gemenskaperna, vilket gav upphov till ”den tomma stolens kris”. Först i januari 1966 nåddes en kompromiss – Luxemburgkompromissen – som innebar att medlemsstaternas regeringar slöt en informell överenskommelse om att alltid eftersträva enhällighet i frågor som ansågs vara av nationellt intresse för någon medlemsstat, även i de fall då fördragen endast krävde kvalificerad majoritet.
Den 1 januari 1973 ägde gemenskapernas första utvidgning rum då Danmark, Irland och Storbritannien anslöt sig till gemenskaperna. Deras anslutning hade dittills blockerats av Frankrike, eftersom de Gaulle hade motsatt sig ett brittiskt medlemskap. Även Norge hade förhandlat om medlemskap, men anslutningen avslogs av de norska väljarna i en folkomröstning den 25 september 1972. Under 1980-talet utvidgades gemenskaperna till att även omfatta Grekland (1981) samt Portugal och Spanien (1986), efter att dessa länder hade demokratiserats.
Luxemburgkompromissen och övergången till enhällighet i alla frågor av ”känslig karaktär” innebar att den europeiska integrationsprocessen i stort sett avstannade under 1970-talet och början av 1980-talet. I spåren av de ekonomiska problem som medlemsstaterna upplevde under samma period väcktes dock nya krav på ett fördjupat samarbete. Under första halvan av 1980-talet påbörjades förhandlingarna om europeiska enhetsakten, som trädde i kraft den 1 juli 1987. Genom enhetsakten återupprättades och utökades majoritetsbeslut inom en rad viktiga områden för den gemensamma marknaden. Under kommissionsordförande Jacques Delors tid antogs ett omfattande paket av 310 åtgärder för att skapa en fulländad gemensam marknad utan inre gränser – den inre marknaden. Den 1 juli 1990 förverkligades den fria rörligheten för kapital och den 1 januari 1993 förverkligades slutligen den inre marknaden, 35 år efter att Romfördragen hade trätt i kraft.

### Bildandet av en politisk union
Vid sidan av förverkligandet av den inre marknaden ökade även entusiasmen för ett fördjupat politiskt samarbete under 1980-talet. I juni 1979 hade det första direkta valet till Europaparlamentet hållits, efter att rådet hade enats om hur valsystemet skulle utformas. Europeiska rådet uttryckte vid sitt sammanträde i juni 1983 i Stuttgart, Västtyskland, sin vilja att upprätta en politisk union, med en gemensam utrikes- och säkerhetspolitik, viss harmonisering av lagar och ett samarbete i rättsliga och inrikes frågor.
1985 slöt flera av gemenskapernas medlemsstater ett avtal, Schengenavtalet, om att avskaffa sina gränskontroller vid de gemensamma gränserna efter att Storbritannien hade blockerat ett sådant samarbete inom Europeiska gemenskaperna. Det var dock först genom Maastrichtfördraget, som trädde i kraft den 1 november 1993 efter en utdragen ratificeringsprocess, som Europeiska unionen upprättades. Unionen omfattade tre olika pelare: första pelaren i form av det överstatliga samarbetet inom ramen för Europeiska gemenskaperna, andra pelaren i form av en gemensam utrikes- och säkerhetspolitik och den tredje pelaren i form av rättsliga och inrikes frågor. Europeiska ekonomiska gemenskapen ersattes samtidigt av Europeiska gemenskapen. Ett unionsmedborgarskap inrättades för alla medborgare i medlemsstaterna och kopplades ihop med vissa grundläggande rättigheter, till exempel rätten att röra sig fritt mellan medlemsstaterna.

#### Införandet av euron

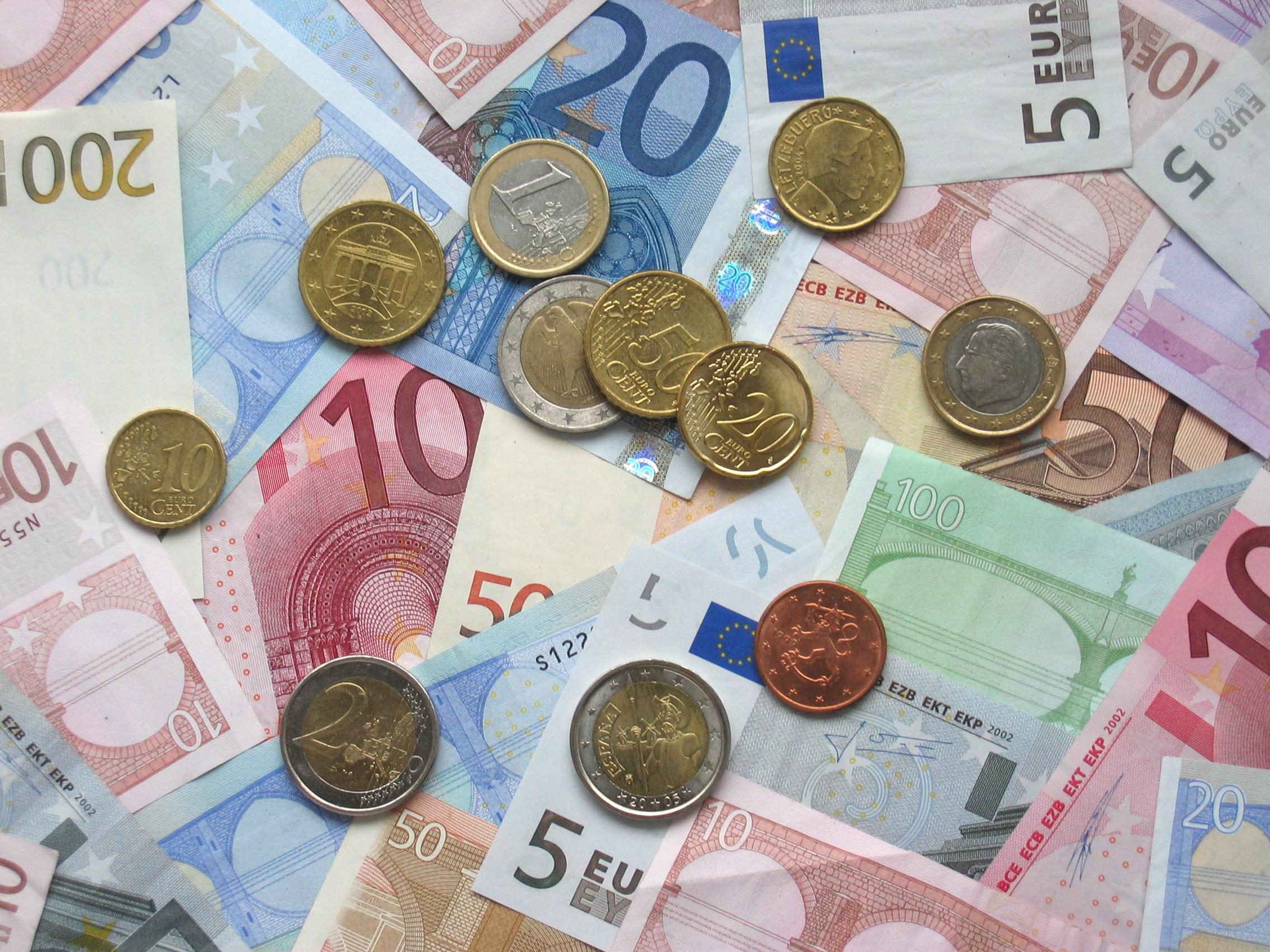
Eurosedlar och euromynt infördes den 1 januari 2002 inom euroområdet.

Den nya unionen hade även som mål att införa en gemensam valuta före 1990-talets slut. Under 1997 antog Europeiska rådet två viktiga beslut i Amsterdam, Nederländerna. Det första gällde stabilitets- och tillväxtpakten, som innebar att medlemsstaterna åtog sig att upprätthålla sunda offentliga finanser. Det var en förutsättning för bildandet av en valutaunion, som skulle verkställas under de kommande åren. Det andra beslutet gällde Amsterdamfördraget, som trädde i kraft den 1 maj 1999. Fördraget införlivade Schengensamarbetet inom unionens ramar och överförde en del uppgifter och funktioner från Västeuropeiska unionen till Europeiska unionen.
Den 1 juni 1998 inrättades Europeiska centralbanken med uppgift att föra den gemensamma monetära politiken inom euroområdet. Den 1 januari 1999 infördes euron som den gemensamma valutan i elva av medlemsstaterna; alla utom Danmark, Grekland, Storbritannien och Sverige. Grekland anslöt sig dock den 1 januari 2001. Euromynt och eurosedlar infördes den 1 januari 2002 och ersatte då de nationella valutorna i Belgien, Finland, Frankrike, Grekland, Irland, Italien, Luxemburg, Nederländerna, Portugal, Spanien, Tyskland och Österrike.

### Föreningen mellan Väst- och Östeuropa

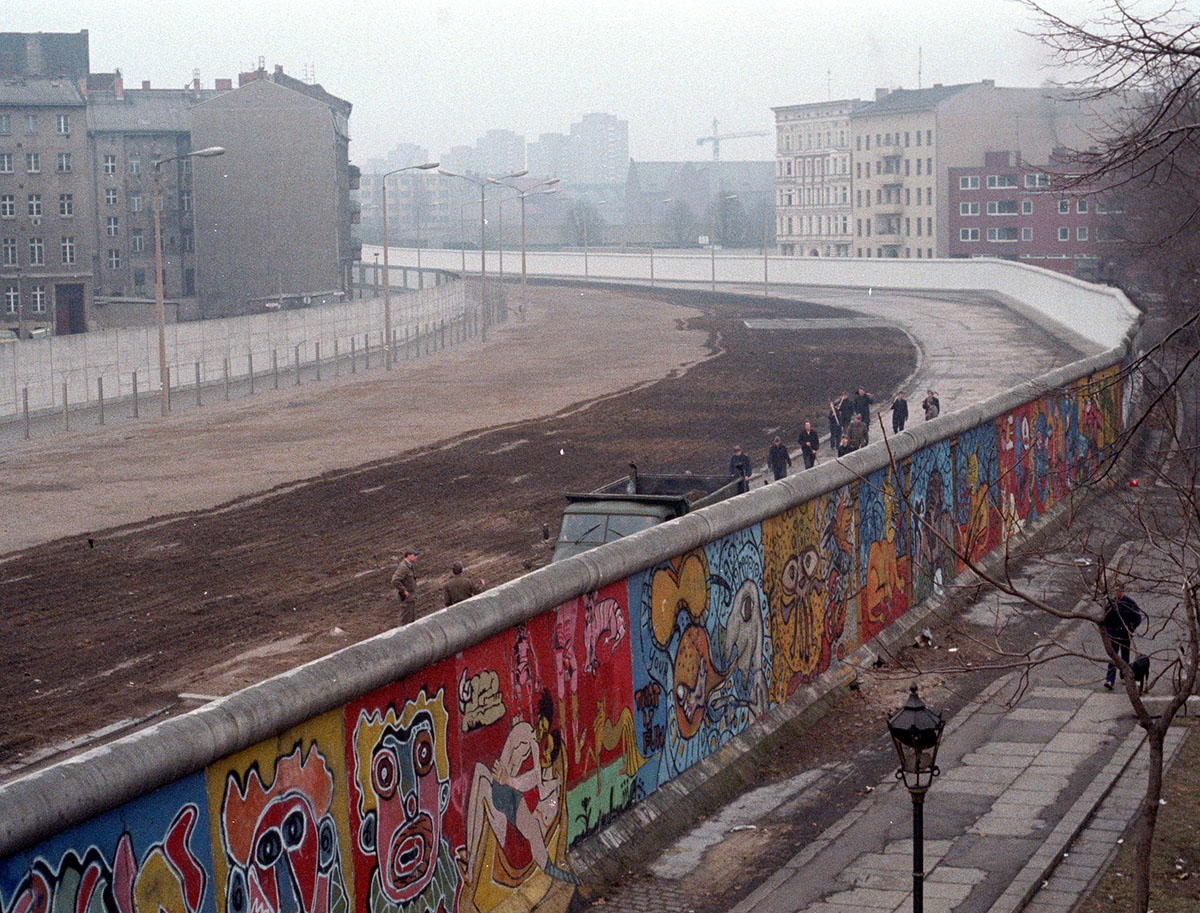
Berlinmurens fall den 9 november 1989 var en förutsättning för östutvidgningen.

Järnridåns och Berlinmurens fall 1989 banade vägen för en utvidgning österut. 1990 återförenades Östtyskland med Västtyskland och blev därmed en del av det europeiska samarbetet. Kalla krigets slut ledde till att de neutrala länderna Finland, Sverige och Österrike ansökte om medlemskap och den 1 januari 1995 anslöt de sig till unionen. Även Norge hade ansökt om medlemskap, men anslutningen avslogs för en andra gång av de norska väljarna i en folkomröstning den 28 november 1994.
Den 23 juli 2002 upplöstes EKSG till följd av att Parisfördraget upphörde att gälla. EKSG:s resurser överfördes då till Europeiska gemenskapen. För att anpassa unionen inför den kommande utvidgningen antogs Nicefördraget, som trädde i kraft den 1 februari 2003. Den 1 maj 2004 ägde slutligen unionens dittills största utvidgning rum då åtta central- och östeuropeiska länder samt Cypern och Malta anslöt sig till unionen. Parallellt med utvidgningen utarbetades också en europeisk konstitution, men denna avslogs 2005 i folkomröstningar i Frankrike och Nederländerna. Istället utarbetades Lissabonfördraget som efter en utdragen ratificeringsprocess trädde i kraft den 1 december 2009. Fördraget innebar att Europeiska unionen slutligen ersatte Europeiska gemenskapen och blev en egen juridisk person. Den 1 januari 2007 blev Bulgarien och Rumänien medlemmar i unionen, trots omfattande kritik mot korruptionen och den organiserade brottsligheten i de båda länderna. Under 2010 och 2011 avvecklades Västeuropeiska unionen och dess kvarstående uppgifter och funktioner övertogs av Europeiska unionen. Den 1 juli 2013 blev även Kroatien medlem i unionen.
I spåren av finanskrisen 2007–2008 drabbades medlemsstaterna mot slutet av 2009 av en djup och långvarig statsfinansiell kris – eurokrisen. De offentliga finanserna försämrades avsevärt i nästan alla medlemsstater och flera regeringar inom euroområdet tvingades att ta emot nödlån för att klara sig när räntorna på finansmarknaden sköt i höjden. Krisen uppmärksammade brister i den finanspolitiska styrningen inom eurosamarbetet och ledde bland annat till en reformerad stabilitets- och tillväxtpakt samt en ny bankunion och kapitalmarknadsunion.
I mitten av 2015 eskalerade ytterligare en kris – flyktingkrisen – när över en miljon asylsökande tog sig till unionen för att söka skydd. Krisen ledde till spänningar mellan medlemsstaterna i synen på asylmottagandet och flera medlemsstater införde tillfälliga inre gränskontroller inom Schengenområdet.
Den 23 juni 2016 röstade en majoritet av britterna för att lämna unionen i en folkomröstning. Den brittiska regeringen begärde utträde den 29 mars 2017, vilket resulterade i att Storbritannien, som den första medlemsstaten någonsin, lämnade unionen den 1 februari 2020 efter en långdragen förhandlings- och ratificeringsprocess av avtalet om Storbritanniens utträde ur Europeiska unionen. Unionsrätten fortsatte dock att vara tillämplig i Storbritannien under en övergångsperiod fram till den 1 januari 2021.
Under covid-19-pandemin, med start under 2020, tvingades medlemsstaterna att införa olika reserestriktioner mellan sig för att begränsa smittspridningen. För att stimulera den ekonomiska återhämtningen i spåren av pandemin antogs ett omfattande återhämtningsinstrument på 750 miljarder euro för att finansiera olika investeringar i medlemsstaterna.

## Utbredning och utvidgning

Topografisk karta över Europeiska unionen i Europa.

Europeiska unionens territorium upptar större delen av norra, västra, södra och centrala Europa. Den totala ytan av unionens 27 medlemsstater är 4 236 351 km², vilket kan jämföras med Europas totala yta på ungefär 10 180 000 km². Tillsammans har medlemsstaterna en 13 770 kilometer lång gräns till 18 andra europeiska länder, däribland Belarus, Norge, Ryssland, Storbritannien, Turkiet, Ukraina och västra Balkan. Unionen har också världens största exklusiva ekonomiska zon med 25 miljoner km².

### Medlemsstater
Europeiska unionen består av 27 medlemsstater: Belgien, Bulgarien, Cypern, Danmark, Estland, Finland, Frankrike, Grekland, Irland, Italien, Kroatien, Lettland, Litauen, Luxemburg, Malta, Nederländerna, Polen, Portugal, Rumänien, Slovakien, Slovenien, Spanien, Sverige, Tjeckien, Tyskland, Ungern och Österrike.
Vid upprättandet av Europeiska kol- och stålgemenskapen 1952 ingick endast Belgien, Frankrike, Italien, Luxemburg, Nederländerna och Västtyskland i samarbetet. Sedan dess har det successivt utvidgats till att omfatta fler europeiska länder. Till en början blockerades utvidgningen av Frankrikes president Charles de Gaulle, eftersom han motsatte sig ett brittiskt medlemskap i samarbetet. Efter att de Gaulle hade ersatts av Georges Pompidou, kunde den första utvidgningen med Danmark, Irland och Storbritannien äga rum 1973. Den följdes 1981 av Grekland och 1986 av Portugal och Spanien. I och med Berlinmurens fall 1989, kunde Östtyskland återförenas med Västtyskland 1990 och bli en del av gemenskaperna. 1995 anslöt sig även Finland, Sverige och Österrike, som alla hade varit neutrala länder under kalla kriget. Den 1 maj 2004 skedde den dittills största utvidgningen; då anslöt sig Cypern, Estland, Lettland, Litauen, Malta, Polen, Slovakien, Slovenien, Tjeckien och Ungern. Dessa tio länder följdes av Bulgarien och Rumänien den 1 januari 2007 och Kroatien den 1 juli 2013. Storbritannien lämnade, som första medlemsstat någonsin, unionen den 1 februari 2020.
| Anslöt | Medlemsstat        | Folkmängd   | Yta (km²) | Valuta |
| ------ | ------------------ | ----------- | --------- | ------ |
| 1952   | Belgien            | 11 832 049  | 30 528    | euro   |
| 2007   | Bulgarien          | 6 445 481   | 110 879   | lev    |
| 2004   | Cypern             | 933 505     | 9 251     | euro   |
| 1973   | Danmark            | 5 954 471   | 43 094    | krona  |
| 2004   | Estland            | 1 374 687   | 45 228    | euro   |
| 1995   | Finland            | 5 619 851   | 338 145   | euro   |
| 1952   | Frankrike          | 68 401 997  | 643 801   | euro   |
| 1981   | Grekland           | 10 401 302  | 131 957   | euro   |
| 1973   | Irland             | 5 351 681   | 70 273    | euro   |
| 1952   | Italien            | 59 685 948  | 301 340   | euro   |
| 2013   | Kroatien           | 3 861 967   | 56 594    | euro   |
| 2004   | Lettland           | 1 871 882   | 64 589    | euro   |
| 2004   | Litauen            | 2 885 891   | 65 300    | euro   |
| 1952   | Luxemburg          | 670 093     | 2 586     | euro   |
| 2004   | Malta              | 563 443     | 316       | euro   |
| 1952   | Nederländerna      | 18 089 177  | 41 543    | euro   |
| 2004   | Polen              | 37 565 715  | 312 685   | złoty  |
| 1986   | Portugal           | 10 639 726  | 92 090    | euro   |
| 2007   | Rumänien           | 19 064 409  | 238 391   | leu    |
| 2004   | Slovakien          | 5 455 252   | 49 035    | euro   |
| 2004   | Slovenien          | 2 123 949   | 20 273    | euro   |
| 1986   | Spanien            | 48 630 010  | 505 370   | euro   |
| 1995   | Sverige            | 10 573 000  | 450 295   | krona  |
| 2004   | Tjeckien           | 10 916 836  | 78 867    | krona  |
| 1952   | Tyskland           | 83 399 432  | 357 022   | euro   |
| 2004   | Ungern             | 9 584 627   | 93 028    | forint |
| 1995   | Österrike          | 9 132 500   | 83 871    | euro   |
| —      | Europeiska unionen | 451 028 881 | 4 236 351 | euro   |

### Kandidatländer
|  | Europeiska unionen |

|  | Länder som omfattas av EES-avtalet |

|  | Europeiska mikrostater |

|  | Schweiz och Storbritannien |

|  | Kandidatländer |

|  | Potentiella kandidatländer |

Flera europeiska länder väntar på att få ansluta sig till unionen. Det finns nio officiella kandidatländer: Albanien, Bosnien och Hercegovina, Georgien, Moldavien, Montenegro, Nordmakedonien, Serbien, Turkiet och Ukraina. Av dessa har alla utom Bosnien och Hercegovina samt Georgien påbörjat medlemskapsförhandlingar, men förhandlingarna har gått långsamt framåt. Även Kosovo har ansökt om medlemskap och är ett så kallat potentiellt kandidatland.
För att kunna ansluta sig till unionen krävs det att ansökarlandet uppfyller Köpenhamnskriterierna, som består av politiska, ekonomiska och administrativa kriterier. Det politiska kriteriet innefattar att ansökarlandet har stabila institutioner, som garanterar demokrati, rättsstatens principer, mänskliga rättigheter samt respekt för och skydd av minoriteter. Det ekonomiska kriteriet innefattar att ansökarlandet har en fungerande marknadsekonomi som klarar av konkurrenstrycket och marknadskrafterna inom unionen. Det administrativa kriteriet innefattar att ansökarlandet har kapacitet att åta sig de skyldigheter som följer av medlemskapet, framför allt att kunna genomföra hela unionens regelverk. Medlemskapsvillkoren fastställs i ett anslutningsfördrag, som måste ratificeras av ansökarlandet och alla medlemsstater i enlighet med deras respektive konstitutionella bestämmelser innan det kan träda i kraft och ansökarlandet blir en medlemsstat.
Island, Liechtenstein, Norge och Schweiz har alla någon gång ansökt om medlemskap i unionen, men har på grund av inrikespolitiska skäl, till exempel folkomröstningar, dragit tillbaka sina ansökningar. Island, Liechtenstein och Norge har dock ett mycket nära samarbete med unionen genom EES-avtalet och andra avtal, som tillåter dem att ingå i den inre marknaden, Schengensamarbetet och andra delar av det europeiska samarbetet utan att vara en del av unionen. Även Schweiz har ett nära samarbete med unionen genom bilaterala avtal. Storbritannien, som lämnade unionen den 1 februari 2020, omfattades av större delen av unionsrätten fram till den 1 januari 2021 och sedan dess av ett handels- och samarbetsavtal. De europeiska mikrostaterna Andorra, Monaco, San Marino och Vatikanstaten har ett särskilt nära samarbete med unionen i bland annat tull-, handels- och valutafrågor.
De östeuropeiska länderna Moldavien och Ukraina samt de kaukasiska länderna Armenien, Azerbajdzjan och Georgien samarbetar med unionen inom ramen för det östliga partnerskapet.

### Utträde
Varje medlemsstat inom unionen har möjlighet att utträda. En medlemsstat ska då anmäla sin avsikt till Europeiska rådet, som består av medlemsstaternas stats- eller regeringschefer. Ett utträdesavtal, som fastslår villkoren och tidpunkten för utträdet, ska därefter upprättas mellan unionen och den utträdande medlemsstaten. Om så inte sker, utträder medlemsstaten efter två år från dess utträdesanmälan, såvida inte Europeiska rådet med enhällighet beslutar att förlänga tidsfristen.
Hittills har endast ett land – Storbritannien – lämnat unionen. Detta skedde efter en folkomröstning den 23 juni 2016 då en majoritet av de brittiska väljarna röstade för utträde och den 1 februari 2020 lämnade Storbritannien unionen. Även territorierna Algeriet, Grönland och Saint-Barthélemy har lämnat unionen eller dess föregångare.
Det finns ingen möjlighet till att utesluta en medlemsstat, men om en medlemsstat bryter mot unionens grundläggande värden kan ett så kallat artikel 7-förfarande inledas, vilket kan leda till att vissa av medlemsstatens rättigheter fråntas, däribland rösträtten i Europeiska unionens råd.

## Institutioner, organ och byråer

### Institutioner

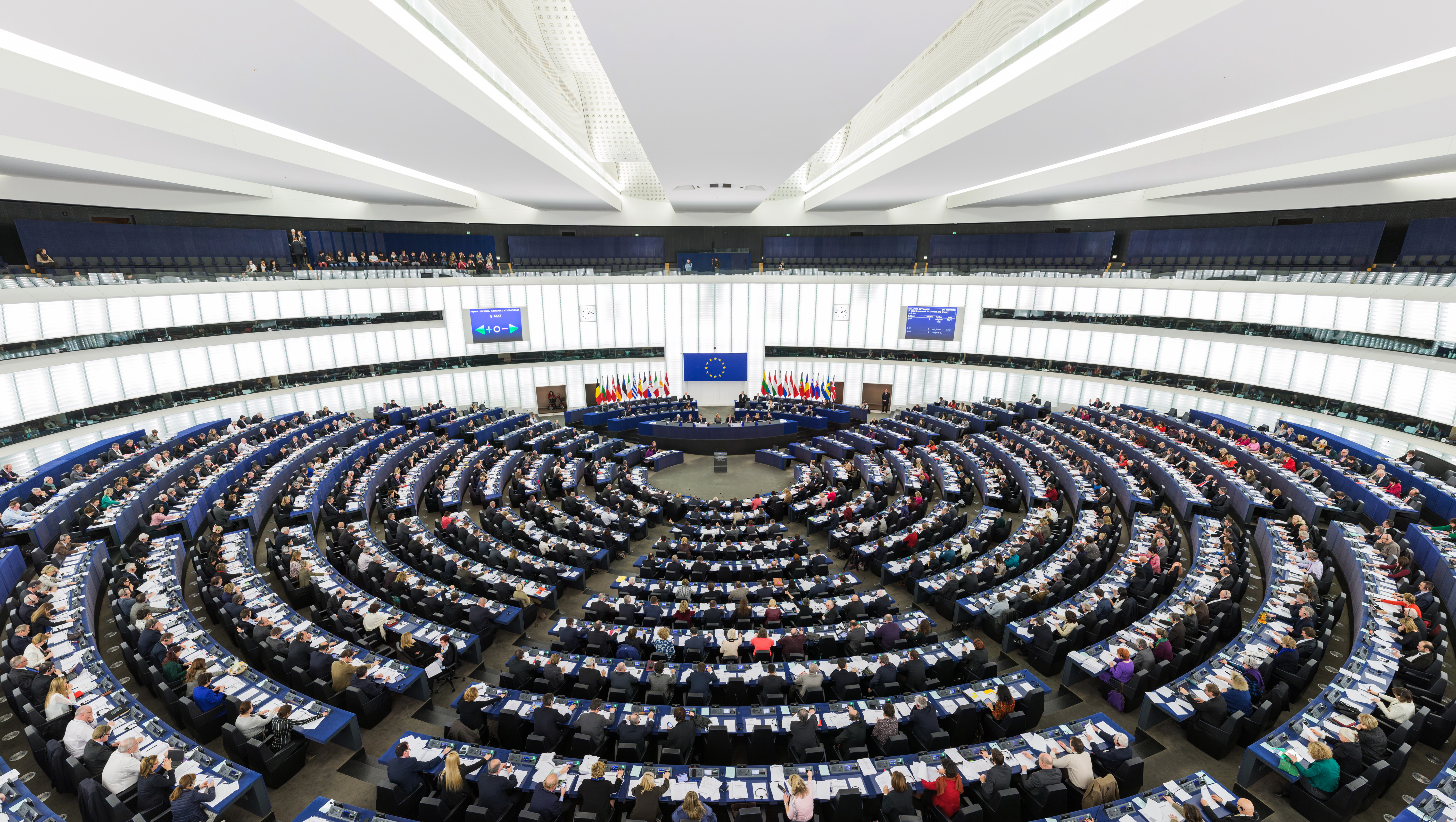
Europaparlamentet är en av de två lagstiftande institutionerna inom unionen.

Europeiska unionens institutionella struktur bygger på representativ demokrati och maktdelningsprincipen. Det innebär att unionen styrs av direkt eller indirekt valda institutioner, vars funktioner och befogenheter regleras av unionens fördrag. Europeiska rådet, bestående av medlemsstaternas stats- eller regeringschefer, ansvarar för att ge unionen de impulser som behövs för dess utveckling och bestämma dess allmänna politiska riktlinjer och prioriteringar.
De lagstiftande institutionerna utgörs av Europaparlamentet, bestående av 720 ledamöter som väljs genom direkta val vart femte år, och Europeiska unionens råd, bestående av en företrädare på ministernivå för varje medlemsstat. De antar gemensamt europeiska lagar – huvudsakligen förordningar och direktiv – i enlighet med unionens lagstiftningsförfarande.
Lagförslag läggs fram av Europeiska kommissionen, som i det närmaste fungerar som en europeisk regering med verkställande makt att genomföra antagna lagar på europeisk nivå, förvalta unionens budget och representera unionen vid internationella förhandlingar. I enlighet med principen om parlamentarism är kommissionen kollektivt ansvarig inför Europaparlamentet, som årligen beviljar kommissionen ansvarsfrihet mot bakgrund av rapporter från Europeiska revisionsrätten och som kan avsätta den genom en misstroendeförklaring.
Kommissionen har också till uppgift att övervaka medlemsstaternas genomförande och tillämpning av unionsrätten. Om en medlemsstat inte uppfyller sina skyldigheter enligt unionens fördrag, kan kommissionen inleda ett överträdelseförfarande, vilket i förlängningen kan leda till talan om fördragsbrott vid EU-domstolen. Europeiska centralbanken ansvarar för den monetära politiken inom euroområdet och utgivningen av euro.

#### Ordförandeskap
| Rådsordförande António Costa och kommissionsordförande Ursula von der Leyen |  | Rådsordförande António Costa och kommissionsordförande Ursula von der Leyen |
| Rådsordförande António Costa och kommissionsordförande Ursula von der Leyen |  |                                                                             |

Varje institution leds av en ordförande. Vilka uppgifter som åligger ordföranden skiljer sig dock från institution till institution. Den politiskt viktigaste är kommissionens ordförande, som kan liknas vid en premiärminister för unionen. Kommissionsordföranden fyller en central funktion i utarbetandet av kommissionens politiska program. Han eller hon utses av Europeiska rådet för en period av fem år i taget efter att ha blivit vald av Europaparlamentet med absolut majoritet på förslag av Europeiska rådet med hänsyn till utgången i det senaste Europaparlamentsvalet. Varje år håller kommissionsordföranden ett tal om tillståndet i unionen inför Europaparlamentet där han eller hon utvärderar det gångna året och redogör för övergripande politiska riktlinjer inför nästkommande år. Nuvarande ordförande är Ursula von der Leyen (EPP), som tillträdde den 1 december 2019. Hon omvaldes för en andra mandatperiod under 2024.
Övriga ordförande, inklusive Europaparlamentets talman, Europeiska rådets ordförande och Europeiska centralbankens ordförande, fyller mer administrativa än politiska roller, även om de också till viss del har möjlighet att styra den politiska inriktningen i sina respektive institutioner. Deras huvuduppgifter är att leda institutionernas arbete framåt och att representera dem utåt. Europaparlamentets talman är Roberta Metsola (EPP) sedan januari 2022, Europeiska rådets ordförande är António Costa (PES) sedan december 2024 och Europeiska centralbankens ordförande är Christine Lagarde sedan november 2019.
Ordförandeskapet i Europeiska unionens råd roterar mellan medlemsstaterna var sjätte månad. I alla konstellationer utom rådet för utrikes frågor leds rådet av den rådsmedlem som företräder ordförandelandet. Rådet för utrikes frågor leds istället av den höga representanten för utrikes frågor och säkerhetspolitik. Under första halvåret 2025 innehas ordförandeskapet av Polen.

#### Lagstiftningsförfarande

Ordinarie lagstiftningsförfarande

Europeiska lagar – huvudsakligen förordningar och direktiv – antas av Europaparlamentet och Europeiska unionens råd i enlighet med unionens lagstiftningsförfarande inom de befogenhetsområden som medlemsstaterna har gett unionen befogenhet att lagstifta. Ett lagförslag kan i regel endast läggas fram av Europeiska kommissionen. Olika lagstiftningsförfaranden tillämpas beroende på lagförslagets rättsliga grund i fördragen.
Det ordinarie lagstiftningsförfarandet, som tillämpas på de flesta lagförslag, består i att Europaparlamentet och Europeiska unionens råd lagstiftar gemensamt. Detta förfarande kräver att både parlamentet och rådet godkänner lagförslaget för att det ska antas. Båda institutionerna kan ändra i lagförslaget under processens gång. För att antas behöver ett lagförslag i regel godkännas av parlamentet med enkel majoritet och av rådet med kvalificerad majoritet. Detta innebär att ett lagförslag, i enlighet med den överstatliga så kallade unionsmetoden, kan antas även om inte alla medlemsstaters regeringar stöder det.
Inom vissa specifika politikområden, i synnerhet de där medlemsstaterna fortfarande vill ha full kontroll över de antagna lagarna, tillämpas särskilda lagstiftningsförfaranden. I dessa fall lagstiftar rådet i regel ensamt och beslut fattas med enhällighet. Detta innebär att ett lagförslag inte kan antas utan att alla medlemsstaters regeringar stöder det. Samrådsförfarande är ett särskilt lagstiftningsförfarande där Europaparlamentet först måste få yttra sig om lagförslaget, men dess yttrande är inte rättsligt bindande för rådet. Godkännandeförfarande är ett särskilt lagstiftningsförfarande där Europaparlamentet först måste ge sitt godkännande, innan rådet kan anta lagförslaget, men där parlamentet inte har någon möjlighet att göra några ändringar i lagförslaget.
De rättsakter som antas genom ett lagstiftningsförfarande utgör lagstiftningsakter och kan bestå av förordningar, direktiv eller beslut.

### Organ och byråer
Utöver institutionerna finns ett flertal organ och byråer med uppgifter som antingen specificeras i fördragen eller i de rättsakter som institutionerna har antagit med fördragen som rättslig grund. Europeiska ekonomiska och sociala kommittén (EESK) och Europeiska regionkommittén (ReK) är två rådgivande organ till institutionerna. EESK består av arbetsgivare, fackföreningar, företagare och andra representanter från det civila samhället och syftar till att förankra vissa av unionens beslut. ReK består av nationella politiker som är engagerade på regional och kommunal nivå. Dess uppgift är att ge synpunkter i frågor som rör regionalpolitiken. Förutom EESK och ReK, återfinns även bestämmelser om Europeiska investeringsbanken, Europeiska ombudsmannen, Europeiska åklagarmyndigheten, Eurojust och Europol i fördragen. Även en europeisk datatillsynsman har inrättats inom unionen. Därutöver finns byråer, som var och en utgör en juridisk person med ansvar för vissa tekniska, vetenskapliga eller administrativa uppgifter. Byråernas verksamheter är decentraliserade i unionen.

## Unionsrätten
Unionsrätten utgör Europeiska unionens rättsordning och bygger på ett regelverk bestående av unionens fördrag och rättsakter som antagits av unionens institutioner, organ och byråer. Fördragen – den så kallade primärrätten – utgör en sorts konstitution för unionen. De reglerar institutionernas sammansättning, funktioner och befogenheter. Unionens institutioner kan anta bindande rättsakter – förordningar, direktiv och beslut – endast i de fall medlemsstaterna har tilldelat dem befogenhet genom fördragen att göra så. Varje rättsakt som antas måste ha en giltig rättslig grund i fördragen.
Unionsrätten är en självständig rättsordning som gäller i unionens medlemsstater vid sidan av de nationella rättsordningarna. Den skapar inte enbart skyldigheter mellan medlemsstaterna, utan ger i vissa fall även upphov till individuella rättigheter för enskilda som det åligger de nationella domstolarna att skydda. Delar av unionsrätten har därför direkt effekt och kan åberopas inför en nationell domstol likt en nationell lag, även utan att bestämmelserna har införlivats i den nationella rättsordningen. I enlighet med företrädesprincipen äger unionsrätten företräde framför nationell rätt om en bestämmelse i den nationella lagstiftningen skulle visa sig vara oförenlig med den. För att säkerställa att unionsrätten tillämpas korrekt och tolkas enhetligt i alla medlemsstater tolkar EU-domstolen unionsrätten på begäran av de nationella domstolarna genom att meddela förhandsavgöranden. Europeiska kommissionen kan även inleda ett överträdelseförfarande mot en medlemsstat som inte anses uppfylla sina skyldigheter enligt unionsrätten, med möjlighet att väcka talan om fördragsbrott vid EU-domstolen.

### Befogenhetsområden
I enlighet med principen om tilldelade befogenheter kan unionens institutioner anta rättsakter endast i de fall medlemsstaterna har tilldelat dem befogenhet genom fördragen att göra så. Det finns tre huvudtyper av befogenhetsområden. Den mest långtgående befogenheten, ”exklusiv befogenhet”, innebär att endast unionen får lagstifta och anta rättsligt bindande akter. Medlemsstaterna får i dessa fall anta rättsligt bindande akter endast efter bemyndigande av unionen eller för att genomföra unionens rättsakter. Unionen har exklusiv befogenhet på fem områden samt vissa internationella avtal.
Den andra befogenheten, ”delad befogenhet”, innebär att både unionen och medlemsstaterna får lagstifta. Medlemsstaterna får dock göra det endast så länge unionen inte redan har antagit lagstiftning inom området. Unionen kan välja att inte längre utöva sin befogenhet, vilket möjliggör för medlemsstaterna att på nytt utöva sina befogenheter.
Den tredje befogenheten, ”stödjande befogenhet”, innebär att unionen får vidta åtgärder enbart för att stödja, samordna eller komplettera medlemsstaternas politik. Därutöver har unionen även befogenhet att bedriva en gemensam utrikes- och säkerhetspolitik samt att samordna medlemsstaternas ekonomiska politik och sysselsättningspolitik. Unionen kan också ta initiativ för att samordna medlemsstaternas socialpolitik.
| Exklusiva befogenheter |

| Endast unionen får lagstifta och anta rättsligt bindande akter. |
| - Tullunionen - Fastställandet av de konkurrensregler som är nödvändiga för den inre marknadens funktion - Den monetära politiken för de medlemsstater som har euron som valuta - Bevarandet av havets biologiska resurser inom ramen för den gemensamma fiskeripolitiken - Den gemensamma handelspolitiken - Vissa internationella avtal |

| Delade befogenheter |

| Medlemsstaterna får utöva sina befogenheter i den mån som unionen inte redan har utövat sin. | Unionen kan utöva sin befogenhet, men det får inte hindra medlemsstaterna från att utöva sina.                                                                                 |
| - Inre marknaden - Socialpolitik, i fråga om aspekter som anges i fördraget - Ekonomisk, social och territoriell sammanhållning - Jordbruk och fiskeri, med undantag av bevarandet av havets biologiska resurser - Miljö - Konsumentskydd - Transport - Transeuropeiska nät - Energi - Området med frihet, säkerhet och rättvisa - Gemensamma angelägenheter i fråga om säkerhet när det gäller de aspekter på folkhälsa som anges i fördraget - Varje annan befogenhet som unionen tilldelats och som varken är exklusiv eller stödjande, till exempel skydd av personuppgifter | - Forskning, teknisk utveckling och rymden - Utvecklingssamarbete och humanitärt bistånd                                                                                       |
| - Inre marknaden - Socialpolitik, i fråga om aspekter som anges i fördraget - Ekonomisk, social och territoriell sammanhållning - Jordbruk och fiskeri, med undantag av bevarandet av havets biologiska resurser - Miljö - Konsumentskydd - Transport - Transeuropeiska nät - Energi - Området med frihet, säkerhet och rättvisa - Gemensamma angelägenheter i fråga om säkerhet när det gäller de aspekter på folkhälsa som anges i fördraget - Varje annan befogenhet som unionen tilldelats och som varken är exklusiv eller stödjande, till exempel skydd av personuppgifter | Medlemsstaterna ska samordna sin politik inom unionen. |
| - Inre marknaden - Socialpolitik, i fråga om aspekter som anges i fördraget - Ekonomisk, social och territoriell sammanhållning - Jordbruk och fiskeri, med undantag av bevarandet av havets biologiska resurser - Miljö - Konsumentskydd - Transport - Transeuropeiska nät - Energi - Området med frihet, säkerhet och rättvisa - Gemensamma angelägenheter i fråga om säkerhet när det gäller de aspekter på folkhälsa som anges i fördraget - Varje annan befogenhet som unionen tilldelats och som varken är exklusiv eller stödjande, till exempel skydd av personuppgifter | - Ekonomisk politik - Sysselsättningspolitik - Socialpolitik - Gemensamma utrikes- och säkerhetspolitiken, inbegripet den gradvisa utformningen av en gemensam försvarspolitik |

| Stödjande befogenheter |

| Unionen kan stödja, samordna eller komplettera medlemsstaternas åtgärder, dock utan att ersätta deras befogenheter.                                                          |
| - Skydd för och förbättring av människors hälsa - Industri - Kultur - Turism - Utbildning, yrkesutbildning, ungdomsfrågor och idrott - Civilskydd - Administrativt samarbete |
| Antagna rättsakter får inte omfatta någon harmonisering av nationell rätt.                                                                                                   |

### Subsidiaritets- och proportionalitetsprinciperna
Subsidiaritets- och proportionalitetsprinciperna är två konstitutionella principer som ligger till grund för hur unionen får utöva sina tilldelade befogenheter. Subsidiaritetsprincipen innebär att unionen inom sina icke-exklusiva befogenhetsområden endast får vidta åtgärder om målen för dem inte i tillräcklig utsträckning kan uppnås av medlemsstaterna, på nationell, regional eller lokal nivå, och därför bättre kan uppnås på europeisk nivå. Genom en så kallad subsidiaritetsprövning har varje nationellt parlament möjlighet att pröva om ett lagförslag, inom ett icke-exklusivt befogenhetsområde, är förenligt med subsidiaritetsprincipen. Om minst en tredjedel av de nationella parlamenten invänder, måste Europeiska kommissionen överväga skälen till att ett lagförslag har lagts fram.
Proportionalitetsprincipen innebär att unionens åtgärder inte får gå utöver vad som är nödvändigt för att nå målen i fördragen. De lagstiftande institutionerna kan välja mellan att anta en förordning, som är direkt tillämplig inom hela unionen, eller ett direktiv, som medlemsstaterna själva måste införliva i den nationella lagstiftningen. I enlighet med proportionalitetsprincipen får institutionerna anta förordningar endast om åtgärden kräver helt enhetliga bestämmelser inom hela unionen.

### Grundläggande rättigheter och unionsmedborgarskap

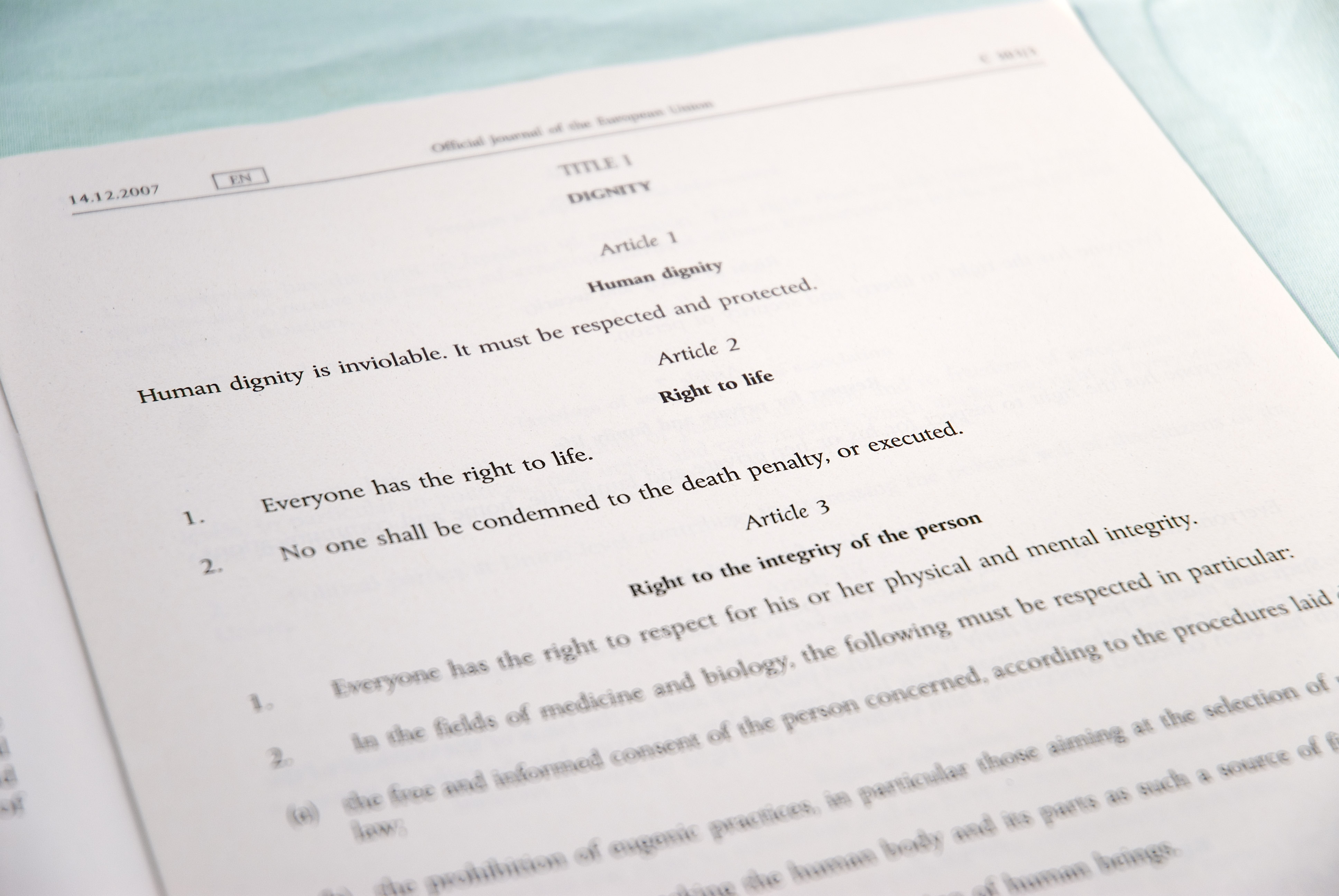
Artikel 2 slår fast att dödsstraff är förbjudet inom unionen.

Europeiska unionen bygger på ett antal grundläggande värden, som innefattar respekt för människans värdighet, frihet, demokrati, jämlikhet, rättsstaten och respekt för de mänskliga rättigheterna, inklusive rättigheter för personer som tillhör minoriteter. Om en medlemsstat bryter mot unionens grundläggande värden kan ett så kallat artikel 7-förfarande inledas, vilket kan leda till att vissa av medlemsstatens rättigheter fråntas, däribland rösträtten i Europeiska unionens råd.
Grundläggande rättigheter inom unionen finns fastställda i dess stadga om de grundläggande rättigheterna, som har samma rättsliga värde som fördragen. Stadgan slår fast rättigheter, friheter och principer som gäller inom unionen, däribland att människans värdighet är okränkbar, att ingen får dömas till döden eller avrättas, att alla människor har rätt till integritet samt att tortyr och slaveri är förbjudet. Bland de friheter som fastslås återfinns religions-, yttrande-, mötes- och näringsfrihet. Likhet inför lagen, icke-diskriminering, mångfald och barns och äldres rättigheter inkluderas också, tillsammans med arbetares rättigheter, hälso- och konsumentskydd, rösträtt och rättsstatens principer. Unionen har även möjlighet att ansluta sig till Europakonventionen, men en sådan anslutning har tidigare blockerats av Frankrike och Storbritannien.
Alla medborgare i unionens medlemsstater åtnjuter ett unionsmedborgarskap. Medborgarskapet kompletterar, och ersätter inte, de nationella medborgarskapen. Unionsmedborgare har rätt att fritt röra sig och uppehålla sig inom unionen i enlighet med rörlighetsdirektivets bestämmelser. De har rätt att rösta och kandidera vid val till Europaparlamentet och kommunala val i den medlemsstat som de är bosatta i, på samma villkor som de egna medborgarna i den medlemsstaten. Unionsmedborgare har även rätt till skydd i tredjeländer av en annan medlemsstats diplomatiska eller konsulära myndigheter, om den egna medlemsstaten inte är representerad där. Unionsmedborgare har också rätt att göra framställningar till Europaparlamentet och Europeiska ombudsmannen, samt rätt att vända sig till någon av unionens institutioner, organ eller byråer på ett av unionens officiella språk och få svar på samma språk. Genom ett europeiskt medborgarinitiativ kan en miljon unionsmedborgare gå samman och kräva att Europeiska kommissionen lägger fram ett lagförslag i en fråga där unionen har befogenhet att lagstifta.

## Ekonomi
Med en bruttonationalprodukt (BNP) på 15 906 miljarder euro under 2022 utgör Europeiska unionen en av världens största ekonomier. Mellan medlemsstaterna har handelshinder, såsom tullavgifter och kapitalrestriktioner, avskaffats med syfte att tillåta fri rörlighet för varor, tjänster, personer och kapital. Den gemensamma valutan euro har införts för att ytterligare fördjupa den ekonomiska och politiska integrationen inom euroområdet.
Levnadsstandarden i unionen är mycket hög. 2021 uppgick HDI till 0,896, varav alla medlemsstater utom Bulgarien hade ett HDI över 0,800, vilket innebär att de är mycket högt utvecklade länder. Inkomstfördelningen i unionen är också relativt jämn; unionen i sin helhet har en ginikoefficient på 29,6. Dock finns det stora variationer mellan medlemsstaterna, framför allt mellan Väst- och Östeuropa.
Finanskrisen 2007–2008 slog hårt mot unionens ekonomi och gav upphov till en skuldkris under de efterföljande åren. Mellan 2010 och 2013 beviljade euroområdets medlemsstater nödlån till Grekland, Irland, Portugal, Spanien och Cypern, för att stabilisera deras banksystem då dessa medlemsstater inte längre klarade av att låna från marknaden till rimliga räntor. Det långsiktiga ekonomiska problemet för unionen är dock den åldrande befolkningen.

### Budget
Unionens egen verksamhet finansieras genom dess årliga budget. Budgeten omfattar cirka 170 miljarder euro, vilket motsvarar ungefär en procent av medlemsstaternas bruttonationalinkomst (BNI) eller en femtiondedel av medlemsstaternas samlade nationella budgetar.
Största delen av budgeten flödar tillbaka till medlemsstaterna i form av omfördelande bidrag och åtgärder för att skapa tillväxt och jobb i syfte att utjämna de ekonomiska skillnaderna inom unionen. Strax under sju procent av budgeten går till unionens administration, varav en procent för kostnaden för översättning och tolkning. Mer ekonomiskt utvecklade medlemsstater bidrar med en större andel av budgetens medel, medan mindre ekonomiskt utvecklade medlemsstater erhåller en större andel av budgetens medel.
Unionens årliga budget antas av Europaparlamentet och Europeiska unionens råd på förslag av Europeiska kommissionen. Den årliga budgeten måste vara förenlig med den fleråriga budgetramen, som rådet antar vart sjunde år och som fastställer ett utgiftstak för de årliga budgetarna.
Budgeten finansieras genom ett system för egna medel. Mer än 70 procent av budgeten finansieras genom avgifter som medlemsstaterna betalar baserat på sin egen BNI. Drygt tio procent av budgeten finansieras genom momsbaserade egna medel, och ungefär lika mycket finansieras genom tull- och sockeravgifter på handel med tredjeländer. Sedan 2021 finns även en fjärde kategori av egna medel baserade på plastförpackningsavfall.

### Inre marknaden och de fyra friheterna
Den inre marknaden utgör den gemensamma marknaden mellan unionens medlemsstater. Handelshinder, såsom tullavgifter och kapitalrestriktioner, mellan medlemsstaterna har gradvis avskaffats med syfte att tillåta de fyra friheterna: fri rörlighet för varor, fri rörlighet för tjänster, fri rörlighet för personer (inklusive fri rörlighet för arbetstagare) och fri rörlighet för kapital. Genom en tullunion bedriver medlemsstaterna en gemensam tullpolitik gentemot tredjeländer. Unionens konkurrensregler syftar till att motverka snedvridningar i konkurrensvillkoren mellan medlemsstaterna genom bland annat strikta villkor för när och hur de får ge statsstöd. Medlemsstaternas lagstiftningar har i hög grad harmoniserats genom att gemensamma bestämmelser för många typer av varor och tjänster har införts inom unionen. Unionsmedborgare har rätt att fritt röra sig och uppehålla sig inom unionen, till exempel för att ta anställning, driva företag eller bedriva studier i en annan medlemsstat, på samma villkor som de egna medborgarna i den medlemsstaten.
Genom EES-avtalet ingår också Island, Liechtenstein och Norge till stor del i den inre marknaden. De måste i utbyte tillämpa en stor del av unionsrätten vad gäller fri rörlighet och olika harmoniseringsåtgärder. Även Schweiz har viss tillgång till den inre marknaden genom bilaterala avtal med unionen.

### Ekonomiska och monetära unionen

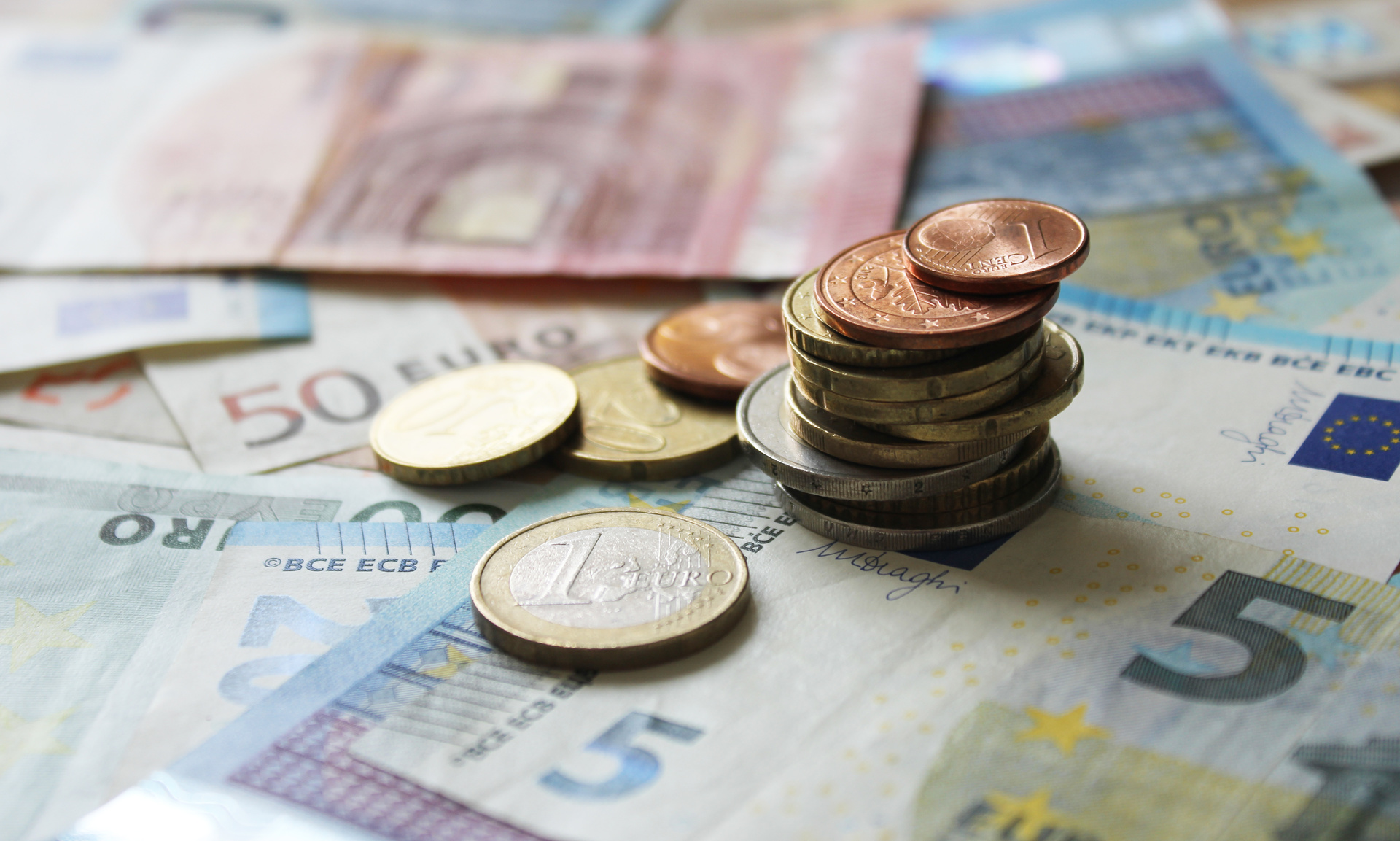
Eurosedlar och euromynt

Alla unionens medlemsstater ingår i en ekonomisk och monetär union med syfte att ytterligare fördjupa den ekonomiska och politiska integrationen inom unionen. Det ekonomiska samarbetet bygger på samordning av medlemsstaternas finanspolitik, medan det monetära samarbetet bygger på en gemensam monetär politik med en gemensam valuta.
Stabilitets- och tillväxtpakten är ett gemensamt regelverk för de offentliga finanserna, till exempel får en medlemsstat inte gå med underskott med mer än tre procent av sin BNP. Genom den europeiska planeringsterminen granskar medlemsstaterna och unionens institutioner de nationella budgetarna varje år och lämnar rekommendationer till hur de kan förbättras utifrån ett ekonomiskt perspektiv. Unionen antar vart tionde år en strategi för unionens ekonomiska utveckling.
För att ytterligare fördjupa integrationen inom unionen infördes den gemensamma valutan euro den 1 januari 1999. Eurosedlar och euromynt infördes den 1 januari 2002 inom euroområdet. Sju medlemsstater har dock fortfarande kvar egna nationella valutor och ingår därmed ännu inte i euroområdet: Bulgarien, Danmark, Polen, Rumänien, Sverige, Tjeckien och Ungern. Bortsett från Danmark har dessa medlemsstater förbundit sig att införa euron som valuta när de väl uppfyller de så kallade konvergenskriterierna.

## Rättsliga och inrikes frågor

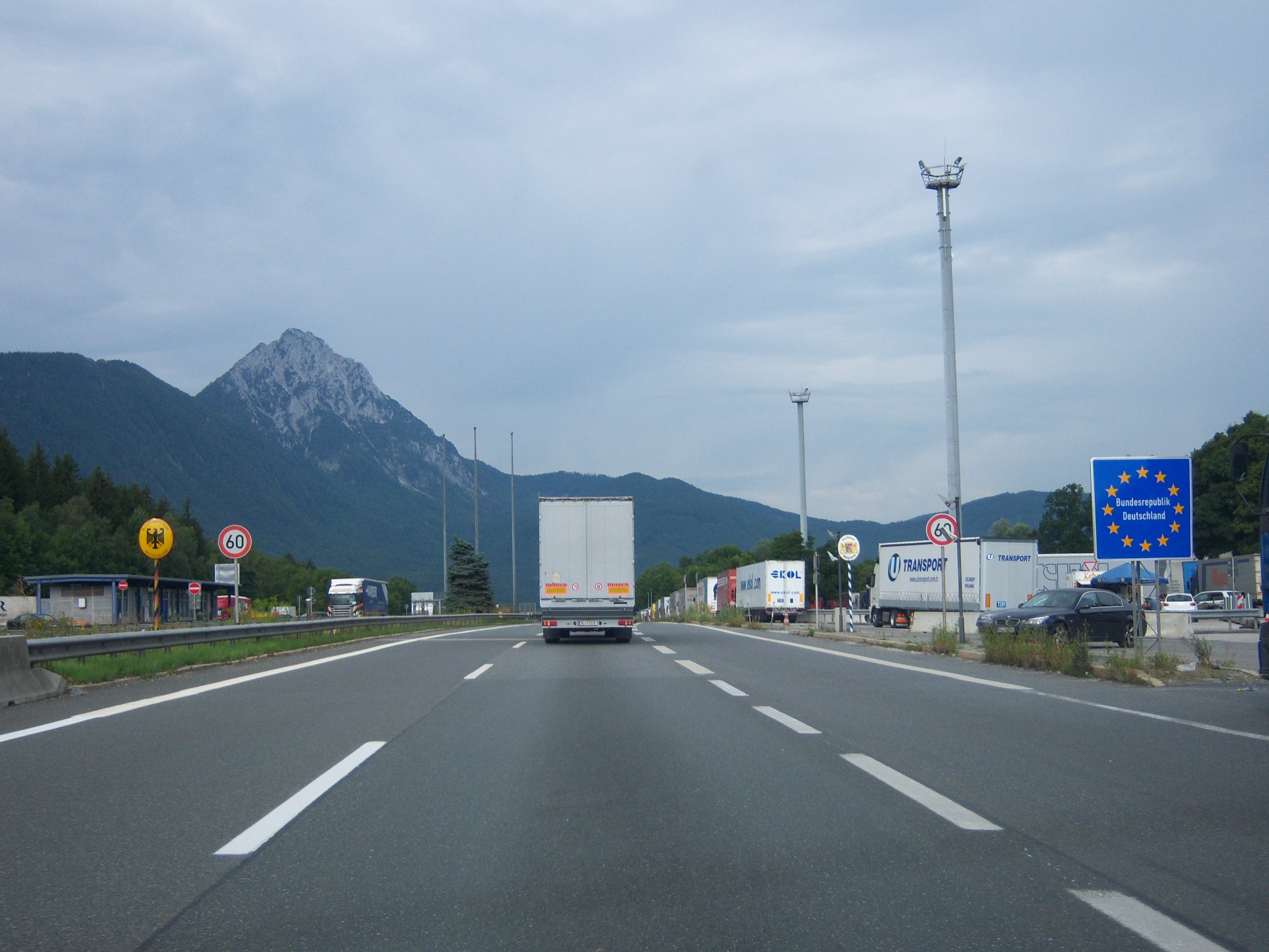
En inre gräns mellan Tyskland och Österrike, utan gränskontroller.

Europeiska unionen har som ambition att utgöra ett område med frihet, säkerhet och rättvisa, med gemensam europeisk lagstiftning vad gäller gränskontroller, asyl, invandring samt förebyggande och bekämpande av brottslighet. Genom Schengensamarbetet har gränskontrollerna vid de inre gränserna inom Schengenområdet avskaffats. Samtidigt har gränskontrollerna vid de yttre gränserna förstärkts för att förhindra obehöriga gränspassager och det gemensamma polissamarbetet fördjupats för att bekämpa gränsöverskridande brottslighet. Den gemensamma viseringspolitiken fastställer under vilka villkor tredjelandsmedborgare kan erhålla visum till Schengenområdet.
Den gemensamma asylpolitiken fastställer gemensamma normer för mottagande av asylsökande, gemensamma förfaranden för att bevilja och återkalla asyl och gemensamma normer för när tredjelandsmedborgare anses vara berättigade till asyl. Dublinförordningen fastställer vilken medlemsstat som ansvarar för att hantera en asylansökan. Den gemensamma invandringspolitiken fastställer gemensamma bestämmelser om uppehållstillstånd och arbetstillstånd.
Inom polissamarbete, straffrättsligt samarbete samt civilrättsligt samarbete har medlemsstaterna samarbete inom ramen för Europeiska åklagarmyndigheten, Eurojust och Europol. En viktig del av samarbetet är medlemsstaternas ömsesidiga erkännande av varandras domar. Genom en europeisk arresteringsorder kan en medlemsstats myndigheter begära en misstänkt eller dömd person överlämnad från en annan medlemsstat. Förföljda och utsatta brottsoffer kan skyddas genom en europeisk skyddsorder.

## Regionalpolitik, infrastruktur och miljö
Utöver ekonomiska och rättsliga frågor bedriver Europeiska unionen en gemensam politik inom ett antal andra områden, däribland regionalpolitik, jordbruk och fiskeri, infrastruktur samt miljö och energi.

### Regionalpolitik
En viktig del av unionens politik är dess regionalpolitik. Regionalpolitiken syftar till att stödja utsatta regioner och på så sätt upprätthålla ”ekonomisk, social och territoriell sammanhållning” inom unionen. Målet är att stimulera ekonomisk tillväxt, skapa fler jobb och öka livskvaliteten i Europa. En central del av regionalpolitiken är de europeiska struktur- och investeringsfonderna (ESI), som finansierar projekt till stöd för utsatta regioner eller grupper av människor.
Regionalpolitiken är ett av de största utgiftsområdena i unionens budget; cirka en tredjedel av unionens årliga budget läggs på ekonomisk, social och territoriell sammanhållning.

### Jordbruk och fiskeri

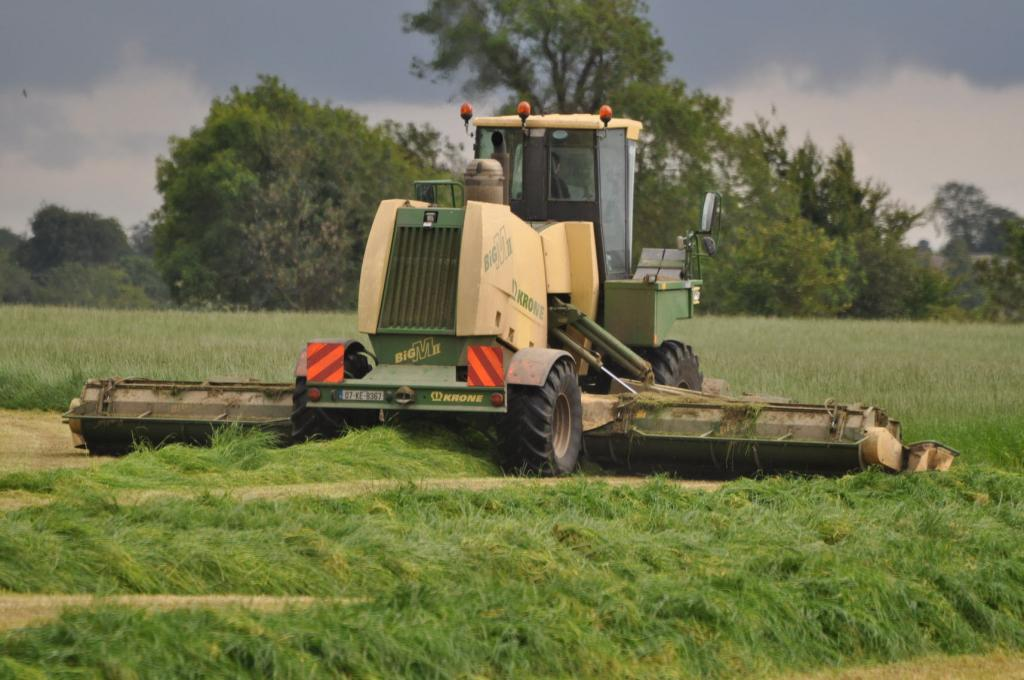
En stor del av unionens budget går till dess jordbrukspolitik.

Av unionens totala landyta utgörs 38,4 procent av jordbruksmark. Under 2020 stod jordbruks- och livsmedelsindustrin för knappt sex procent av unionens BNP och innefattade totalt 12 miljoner företag och 29 miljoner arbetstillfällen, motsvarandes 14 procent av den totala sysselsättningen inom unionen. Antalet bondgårdar har dock minskat kraftigt över tiden, främst genom att mindre bondgårdar har lagts ned.
Jordbruket är den enda sektorn som helt och hållet finansieras genom unionens budget; andra sektorer, till exempel utbildning, forskning, transport, försvar och hälso- och sjukvård, mottar ingen eller begränsad finansiering på europeisk nivå. Jordbrukspolitiken utgör följaktligen en stor andel av unionens budget; 2022 stod den för 31,3 procent av unionens budget. Andelen har dock minskat sedan 1984, då den låg på 72 procent.
Den gemensamma jordbrukspolitiken syftar till att säkerställa en hållbar livsmedelsproduktion, en hållbar förvaltning av naturresurserna och en balanserad utveckling av landsbygdsområdena. Unionen har ett regelverk för hur import och export av jordbruksprodukter får ske och hur dessa produkter ska säljas. Unionen hade tidigare långtgående åtgärder för att intervenera på jordbruksmarknaden, bland annat genom att garantera ett lägsta pris på vissa livsmedel, vilket i vissa fall gav upphov till stora lager av dessa varor. Under 2010-talet avvecklades de flesta sådana åtgärder.
Jordbrukspolitiken innefattar också stöd till landsbygden för utveckling och bevarande. Unionen har även en gemensam politik för fiskeri, vilket innefattar begränsningar för hur mycket fisk som får fångas, minimipriser för fisk, märkning av fisk samt stöd till fiskerinäringen. Unionens politik syftar till att garantera en fungerande fiskerinäring och att förhindra utfiske.

### Transeuropeiska nät

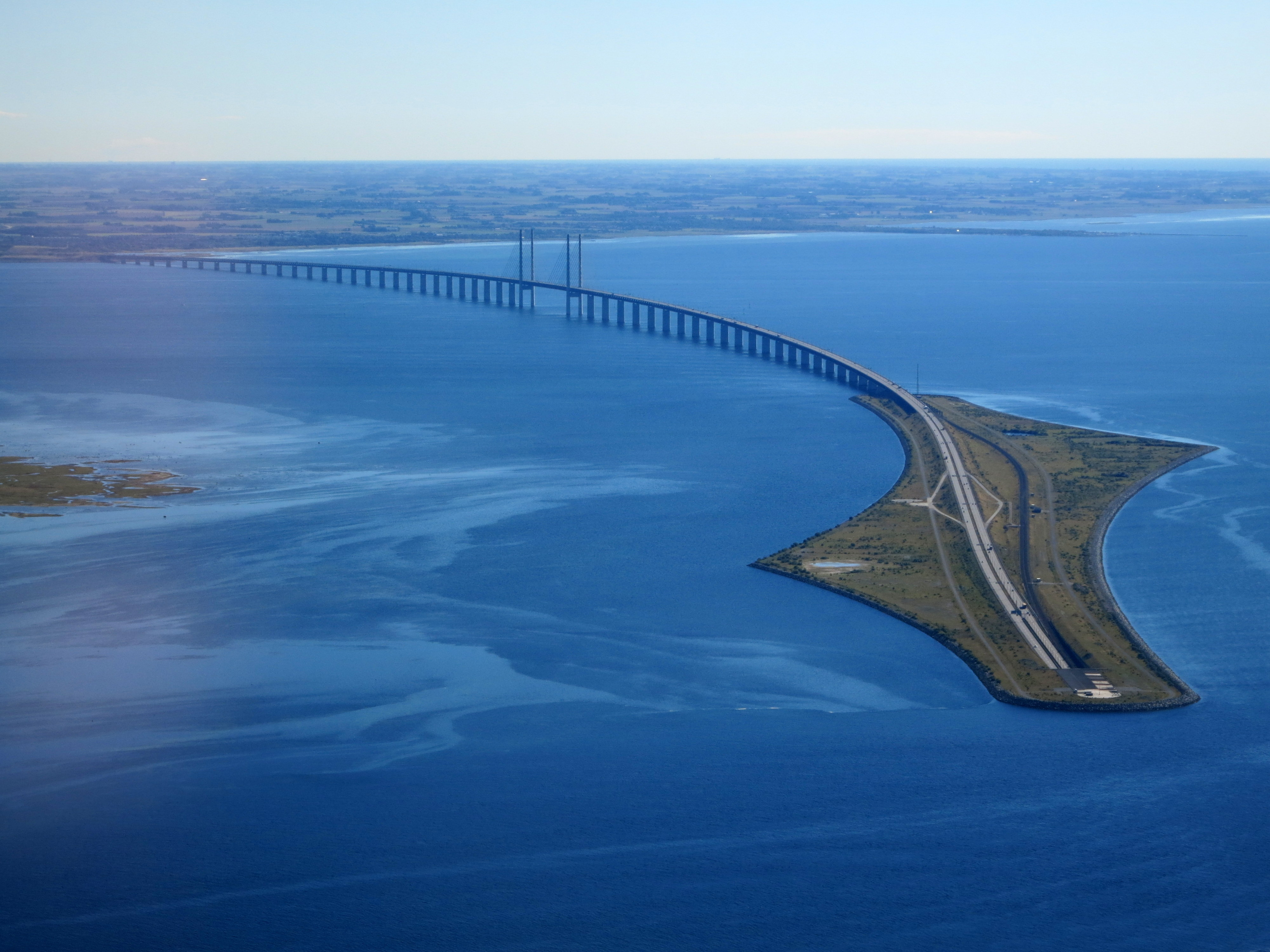
Öresundsbron mellan Danmark och Sverige är en del av transeuropeiska nät.

Transeuropeiska nät är de gränsöverskridande infrastrukturnätverk som kopplar ihop medlemsstaternas transport-, energi- och telenät. Unionens politik inom detta område innefattar satsningar på att göra de nationella infrastruktursystemen kompatibla med varandra och att förbättra tillträdet till dessa system.
Projekt som ingår i de transeuropeiska näten kan erhålla ekonomiskt stöd från unionen genom till exempel sammanhållningsfonden och Europeiska regionala utvecklingsfonden. Lån och särskilda garantiinstrument kan även beviljas av Europeiska investeringsbanken. De transeuropeiska transportnäten innefattar vägtrafik, järnvägstrafik och trafik till sjöss. Unionen har till exempel utvecklat ett gemensamt signalsystem för järnvägarna för att underlätta järnvägstrafik mellan olika medlemsstater. Även det europeiska systemet för satellitbaserad navigering, Galileo, ingår i denna kategori.
De transeuropeiska energinäten syftar till att trygga energiförsörjningen och att inrätta en inre marknad för energi. Inom transeuropeiska telenät är investeringarna fokuserade kring modernisering av de redan befintliga näten. Genom roamingförordningen avskaffades alla roamingavgifter den 15 juni 2017.

### Miljö och energi
Inom ramen för sitt miljö- och klimatprogram – den europeiska gröna given – har unionen antagit en europeisk klimatlag med målet att nå klimatneutralitet till 2050. För att nå dit har Europeiska kommissionen bland annat genomdrivit lagpaketet Fit for 55 i syfte att minska utsläppen med 55 procent till 2030. En viktig del av unionens klimatpolitik är dess utsläppshandelssystem för handel med utsläppsrätter för växthusgaser.
Miljöpolitiken inom Europeiska gemenskaperna sträcker sig tillbaka till 1972. Den har inriktats mot bland annat surt regn, det uttunnade ozonlagret, luftkvalitet, för höga bullernivåer, resursslöseri och vattenföroreningar. Vattendirektivet är ett exempel på vattenpolitik, med målet att sjöar, floder, mark och kustvatten ska vara av ”god kvalité”. Vilda djur och växter är skyddade genom Natura 2000 och täcker mer än 30 000 platser genom hela Europa. REACH-förordningen är en del av unionens lagstiftning med syfte att säkerställa att de cirka 30 000 kemikalier som dagligen används är säkert testade. Unionen har även antagit lagstiftning för att bland annat fasa ut användningen av glödlampor och vissa plastprodukter.
Unionens energipolitik har sitt ursprung i Europeiska kol- och stålgemenskapen, med fokus på resurs- och energifrågor. Syftet med energipolitiken är att öka konkurrensen på den inre marknaden, uppmuntra investeringar och förbättra sammankopplandet av olika elnät, öka mängden energiresurser som kan motstå krissituationer och att använda redan existerande energitillgångar mer effektivt och samtidigt öka användandet av förnybara energikällor och ny energiteknologi.
Unionen importerar 82 procent av all sin råolja och 57 procent av all sin naturgas, vilket gör den till världens ledande importör av dessa bränslen. Den totala energiförbrukningen i unionen utgjordes 2010 av olja (35 procent), gas (27 procent), kol (16 procent), kärnkraft (13 procent) och förnybara alternativ (10 procent). Elproduktionen varierar mellan medlemsstaterna, till exempel är elproduktionen i Sverige och Österrike till stor del baserad på vattenkraft medan elproduktionen i Frankrike är baserad på kärnkraft. Under 2007 enades medlemsstaterna om att övergå till minst 20 procent förnybara energikällor och att minska koldioxidutsläppen till 2020 med minst 20 procent jämfört med utsläppsnivån under 1990. 2018 utgjorde förnybara källor 18,0 procent av energikonsumtionen, vilket motsvarade mer än en fördubbling av andelen sedan 2004.

## Handels- och utrikespolitik

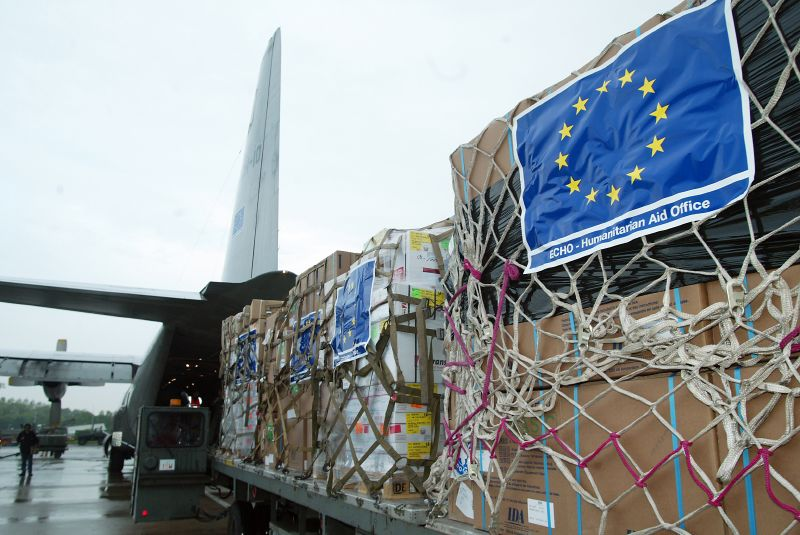
Unionen och dess medlemsstater är världens största biståndsgivare.

Europeiska unionen har exklusiv befogenhet vad gäller den gemensamma handelspolitiken. Unionen har därför i regel ensamrätt att ingå handelsavtal med tredjeländer. Utrikespolitiken och förbindelserna med omvärlden leds av unionens höga representant för utrikes frågor och säkerhetspolitik, som fungerar som en utrikesminister för unionen.
Unionen bedriver ett omfattande bistånds- och utvecklingssamarbete med tredjeländer. Varje år donerar unionen och dess medlemsstater cirka 0,5 procent av sin samlade BNI i form av utvecklingsbistånd till tredjeländer, vilket gör unionen och dess medlemsstater till den största biståndsgivaren i världen. Till 2030 har unionen som mål att utöka utvecklingsbiståndet till 0,7 procent av BNI.
Inom Världshandelsorganisationen (WTO) företräds unionen och dess medlemsstater av Europeiska kommissionen. Unionen har samarbete i olika former med bland annat Förenta nationernas organ och dess fackorgan, Europarådet, Organisationen för säkerhet och samarbete i Europa (OSSE) och Organisationen för ekonomiskt samarbete och utveckling (OECD). Unionen representeras i tredjeländer och vid internationella organisationer av sina delegationer, som leds av unionens ambassadörer.

### Gemensamma utrikes- och säkerhetspolitiken

En belgisk soldat som deltar i en av unionens stridsgrupper.

Europeiska unionen bedriver en gemensam utrikes- och säkerhetspolitik, som även innefattar en gemensam säkerhets- och försvarspolitik. Detta sker under ledning av den höga representanten för utrikes frågor och säkerhetspolitik. Beslutsfattandet inom detta befogenhetsområde skiljer sig från övriga eftersom det sker uteslutande på mellanstatlig basis; nästan alla beslut fattas med enhällighet av medlemsstaterna i Europeiska unionens råd. Europaparlamentets inflytande är mycket begränsat och EU-domstolen saknar behörighet inom större delen av den gemensamma utrikes- och säkerhetspolitiken.
Den gemensamma utrikes- och säkerhetspolitiken har gradvis förstärkts. Unionen har övertagit de uppgifter och funktioner som Västeuropeiska unionen hade innan Lissabonfördraget trädde i kraft den 1 december 2009. Unionen har befogenhet att ytterligare fördjupa försvarssamarbetet och inrätta ett gemensamt försvar om alla medlemsstater skulle gå med på det.
Den gemensamma försvarspolitiken innefattar det permanenta strukturerade samarbetet mellan medlemsstaternas försvarsmakter, och syftar till att öka försvarskapaciteten, minska kostnaderna och bidra till förbättrade villkor för försvarsindustrin.
Unionen har ett nära samarbete med Nato, som 23 av de 27 medlemsstaterna även är medlemmar i. Cypern, Irland, Malta och Österrike står utanför Nato, men samtliga deltar i den gemensamma utrikes- och säkerhetspolitiken. Alla utom Cypern ingår även i Partnerskap för fred.

## Demografi
Europeiska unionens folkmängd uppgick enligt officiell statistik till 451 028 881 den 30 september 2024. En viss befolkningsökning är väntad framöver, främst på grund av invandring från tredjeländer. Trots ökad medellivslängd väntas befolkningen minska efter år 2050.
Med en befolkningstäthet på 105,6 personer per km² utgör unionen en av världens befolkningstätaste regioner. 80 procent av medborgarna lever i storstadsområden och en tredjedel lever i städer med mer än en miljon invånare. Unionen omfattar även flera befolkningstäta regioner som inte har någon enskild stadskärna, utan består av flera städer som har vuxit samman. De största regionerna är Rhen–Ruhr-området (Köln, Dortmund och Düsseldorf i Tyskland) med runt 10,5 miljoner invånare, Grande Milano (Milano, Monza, Como, Bergamo, Varese i Italien) med runt 7,4 miljoner invånare, Randstad (Amsterdam, Rotterdam, Haag och Utrecht i Nederländerna) med runt 7,0 miljoner invånare, Frankfurt–Rhen-området (Frankfurt am Main och Wiesbaden i Tyskland) med runt 5,8 miljoner invånare och Schlesien-området (Katowice och Sosnowiec i Polen) med runt 3,5 miljoner invånare.

## Kultur och utbildning

Erasmusprogrammet är ett utbytesprogram för huvudsakligen högskolestudenter.

Inom kultur och utbildning har Europeiska unionen begränsade befogenheter och kan endast stödja medlemsstaternas politik. Europas kulturhuvudstäder är ett exempel på unionens kulturpolitik. Unionen stöder även flera kulturprojekt och har startat en webbportal för att förbättra flödet av kulturinformation så att alla medborgare ska ha tillgång till den europeiska kulturen.
Under 2023 fanns totalt 567 världsarv i Europa, varav 427 inom unionen. Inom det utbildningspolitiska området utgör Erasmusprogrammet en av de mest konkreta åtgärderna. Varje år deltar ungefär 200 000 högskolestudenter i Erasmusprogrammet.
Vissa förespråkare av europeisk integration lyfter fram det gemensamma europeiska historie- och kulturarvet, som inkluderar bland annat antikens Grekland och Romerska riket, feodalismen under medeltiden, renässansen, upplysningen, 1800-talets liberalism och (ibland) negativa inslag, såsom världskrigen och förintelsen. De europeiska värdena antas vara grundade i denna gemensamma historia.

## Officiella språk
Europeiska unionen har 24 officiella språk: bulgariska, danska, engelska, estniska, finska, franska, grekiska, iriska, italienska, kroatiska, lettiska, litauiska, maltesiska, nederländska, polska, portugisiska, rumänska, slovakiska, slovenska, spanska, svenska, tjeckiska, tyska och ungerska. Alla lagstiftningsakter översätts till samtliga officiella språk. Europaparlamentet är dock den enda institution som har som regel att översätta alla sina handlingar, och inte enbart rättsakter. Övriga institutioner använder ett begränsat antal språk, främst engelska, franska och tyska, som interna arbetsspråk.
Nästan alla officiella språk är indoeuropeiska språk, utom estniska, finska och ungerska, som är uraliska språk, och maltesiska, som är ett semitiskt språk. De flesta använder sig av det latinska alfabetet, utom bulgariska, som använder det kyrilliska alfabetet, och grekiska, som använder det grekiska alfabetet.
Utöver de officiella språken finns över 60 regionala språk och minoritetsspråk som talas regelbundet av ungefär 40 miljoner människor inom unionen. Av dessa språk intar de spanska regionala språken katalanska, baskiska och galiciska en särställning eftersom de kan användas vid kontakt med vissa av unionens institutioner. Turkiska och luxemburgiska är de enda två språken som är officiella i en medlemsstat, men inte på europeisk nivå. Dessutom finns en stor minoritet som talar ryska, framför allt i Baltikum. Medlemsstaterna beslutar själva om sin språkpolitik, även om det finns vissa gemensamma program på europeisk nivå för att stödja och skydda de regionala språken.

## Symboler

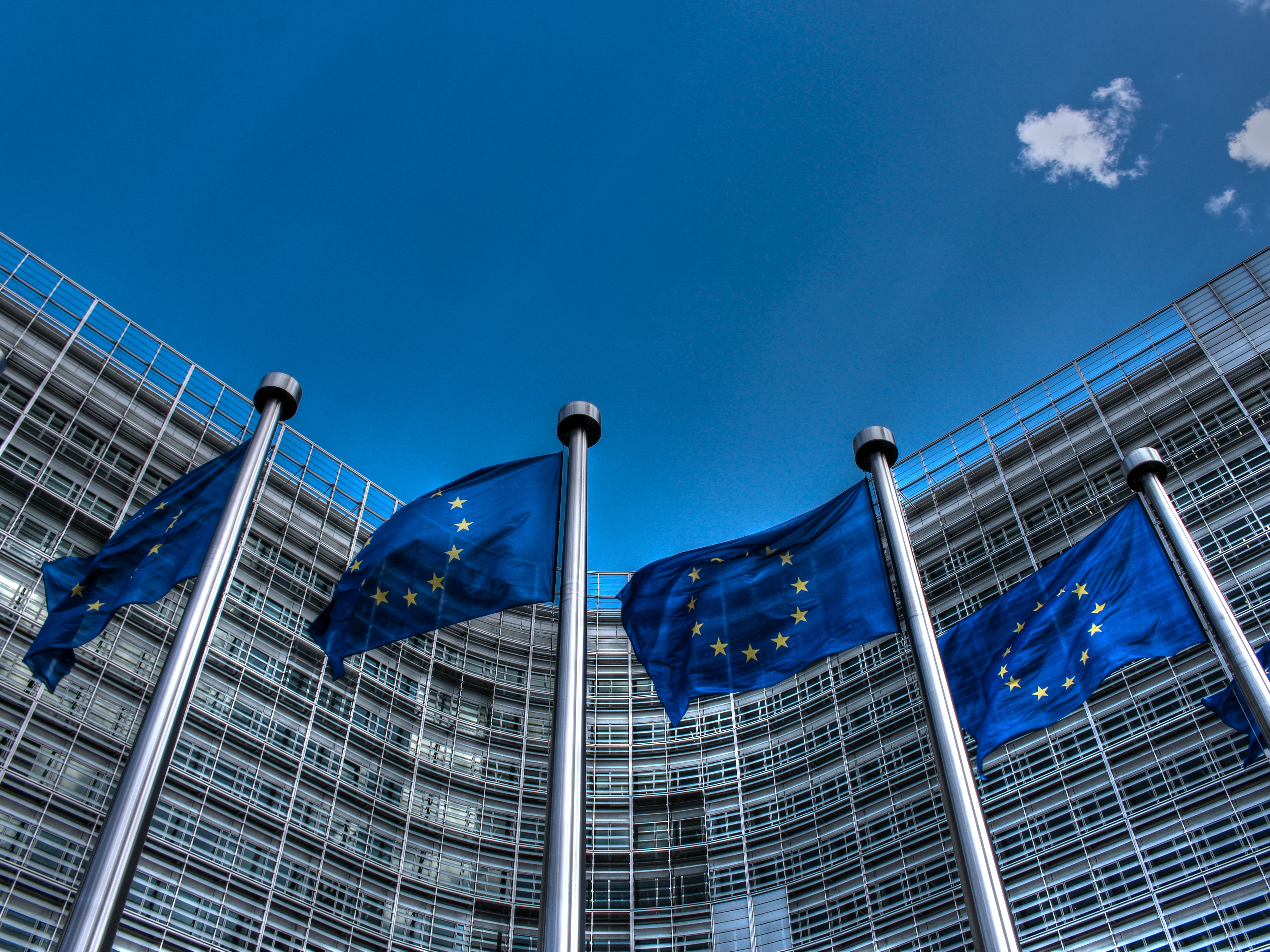
Europeiska flaggan, en av unionens symboler, utanför Berlaymontbyggnaden.

Europeiska unionen har fem olika symboler som är starkt förknippade med unionen: europeiska flaggan, Europahymnen Hymn till glädjen i Ludwig van Beethovens nionde symfoni, mottot Förenade i mångfalden, euron, och Europadagen den 9 maj. Förutom att vara symboler för unionen och dess institutioner används de också i ett vidare sammanhang som symboler för europeisk integration.
De första symbolerna – flaggan, hymnen och Europadagen – antogs av Europeiska rådet vid dess sammanträde i Milano, Italien, den 28–29 juni 1985. De tre symbolerna var redan etablerade symboler för Europarådet, en separat internationell organisation, som dock uppmanade andra europeiska organisationer att ställa sig bakom symbolerna. Europeiska rådet valde emellertid att instifta Europadagen den 9 maj till minne av Schumandeklarationen istället för den 5 maj till minne av Europarådets bildande.
Europeiska rådets godkännande av symbolerna var en del av ett större paket av åtgärder som antogs på förslag av Adonnino-kommittén, som Europeiska rådet hade tillsatt året dessförinnan med syfte att stärka det europeiska samarbetets folkliga förankring. Utöver symbolerna föreslog kommittén, som leddes av den italienska Europaparlamentarikern Pietro Adonnino, bland annat gemensamma pass, registreringsskyltar och idrottsevenemang. Flera av förslagen var dock kontroversiella och inte minst Storbritannien var skeptiskt till att anta en gemensam flagga eftersom detta ansågs ge samarbetet alltför statsliknande drag. Officiellt antogs därför flaggan istället som ett rektangulärt emblem.
Under 1990-talet tillkom euron och eurosymbolen som symboler för unionen. Mottot Förenade i mångfalden gjordes till en av unionens symboler den 4 maj 2000.